# Bottendaal
Bottendaal is een wijk in Nijmegen. De wijk bevindt zich dicht bij het stadscentrum en ligt ten oosten van de spoorlijn Nijmegen - Venlo, tussen de Van Schaeck Mathonsingel en de St. Annastraat. 
Op 1 januari 2023 telde de wijk 4.795 inwoners, verdeeld over 2.183 woningen, met een gemiddelde WOZ-waarde van € 382.000, op een oppervlakte van 0,39 km².

## Geschiedenis

### Algemeen
Bottendaal is genoemd naar een inmiddels gesloopt lunet van de Nijmeegse vestingwerken. De naam herinnert aan de kuilen waarin de slagers hun afval, vooral botten dumpten. Ook de lijken van de misdadigers werden hier begraven. In de 17de eeuw werd hier de vesting met een lunet versterkt. Dat lunet kreeg toen de naam Bottendaal.
Het noordelijk deel van de wijk ligt binnen de 19e-eeuwse bebouwing rond het centrum van Nijmegen, terwijl in het zuiden van de wijk nieuwere woningen staan.

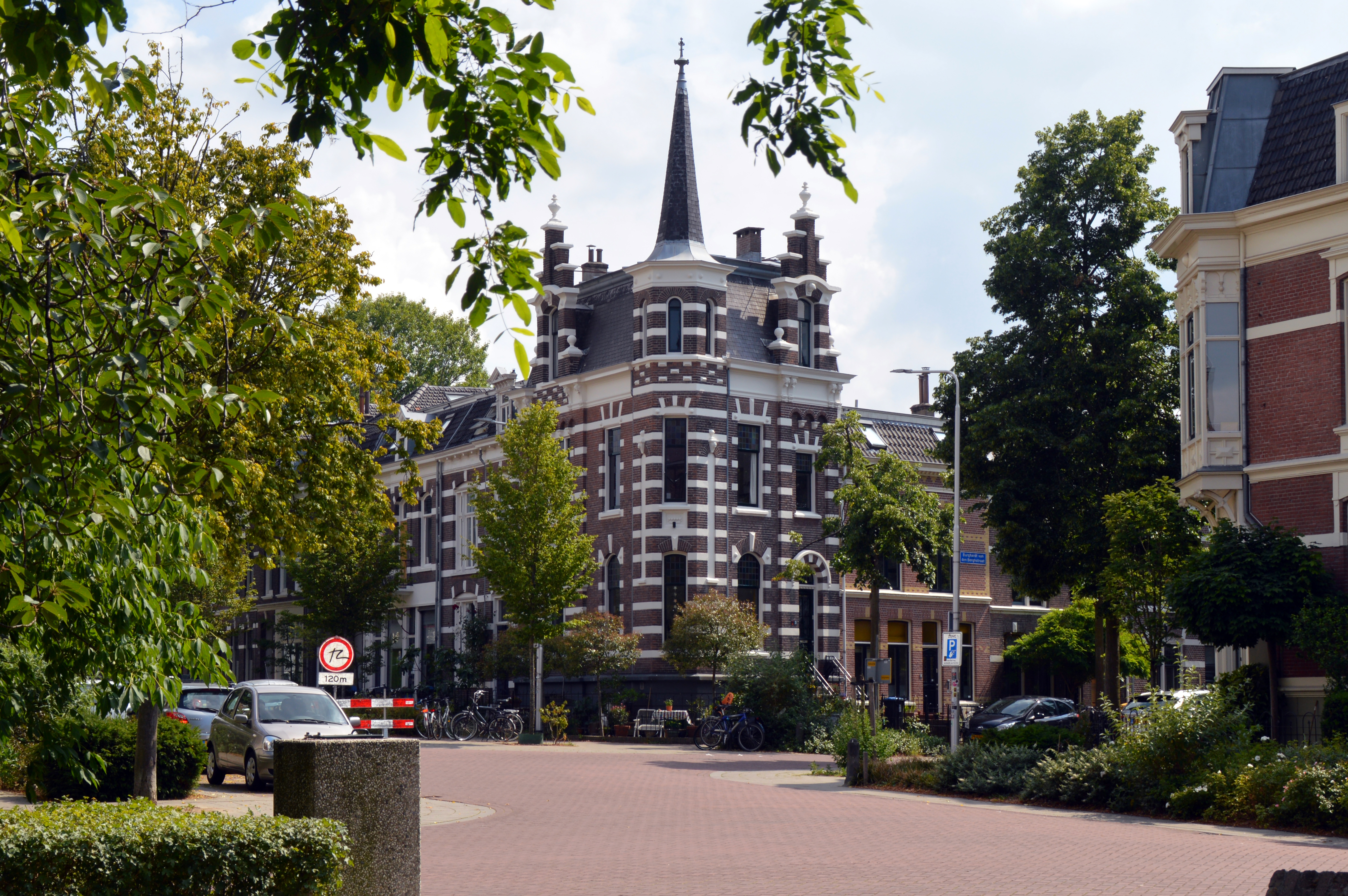
Woning Burghardt van den Berghstraat 3 uit 1895

### Stadsuitleg
Rondom het Keizer Karelplein werden gerespecteerde publieke voorzieningen gepland, zoals Concertgebouw de Vereeniging. Naar Parijs’ voorbeeld werden in het gehele gebied ruime en statige straten, pleinen en parken ontworpen. Aan de voornaamste wegen(singels en uitvalswegen) werden voorname herenhuizen en villa’s gebouwd. De gebieden ertussen werden vroeg in de stadsuitleg opgevuld met eenvoudigere woningen die werden gebouwd als huisvesting voor kleine arbeiders, die bijvoorbeeld werkten bij de Dobbelmanfabriek, maar ook vaak hun eigen werkplaats hadden bij hun woning. De meer welgestelde mensen betrokken mooie herenhuizen aan de Graafseweg, Burghardt van den Berghstraat en Van Oldenbarneveltstraat.

### Na de Tweede Wereldoorlog
Na de Tweede Wereldoorlog nam het aantal fabrieksarbeiders af en raakte de wijk enigszins in het slop. Huisjesmelkers kochten voor weinig geld panden waar veel studenten en gastarbeiders in werden ondergebracht, dit tot woede van veel van de oorspronkelijke bewoners, die hun wijk zagen verpauperen.

### Actie van de bewoners
Dit leidde tot actie: aan het eind van de jaren zestig en het begin van de jaren zeventig eisten de bewoners meer inspraak over hun wijk. Veel oude fabriekspanden kwamen vrij in de wijk en werden gesloopt voor nieuwbouw. Na veel protesten dwongen de bewoners de gemeente tot meer inspraak en uiteindelijk werden alle nieuwbouwprojecten met instemming van de bewoners tot een goed einde gebracht. Dit had een positief effect op de wijk: in de jaren tachtig en negentig begon de wijk veel mensen aan te trekken, en ontstond een kleurrijke mengeling van 'echte Bottendalers', studenten en gezinnen met verschillende etnische achtergronden.

## Huidige situatie
Inmiddels is de wijk een van de populairste buurten in Nijmegen. Er is tevens de laatste jaren weer meer bouwactiviteit ontstaan: het Thiemepark aan de Van Goorstraat is ontstaan na sloop van de gelijknamige drukkerij en tussen 1999 en 2001 werden de gebouwen van de zeepfabriek van Dobbelman (tot de Tweede Wereldoorlog gespeld als Dobbelmann) gesloopt. De Biotex-fabriek bleef echter staan, deze maakt deel uit van de nieuwbouw op het terrein, waarbij ook de markante fabrieksschoorsteen uit 1920 is geïntegreerd. Het Dobbelmanterrein won in 2009 de architectuurprijs Nijmegen. Als laatste is in het plantsoen naast het Dobbelmanterrein de Castellatoren gebouwd, een 42 meter hoge woontoren met onderin kantoorruimte, ontworpen door Ludo Grooteman van bureau dok architecten en eind 2012 opgeleverd. Dit laatste project heeft in 2013 de architectuurprijs Nijmegen gewonnen. Op dit gebouw staan de letters to-B-i-ex die afkomstig zijn van het Biotex-gebouw.

## Wetenswaardigheden
- In september 2006 werd er in de Van Goorstraat in Bottendaal een bijna honderd jaar oude melkfles gevonden met daarin een briefje, een voorbeeld dus van flessenpost. De brief is geschreven op 18 mei 1912 door een zekere Hendr. Gerh. Bionda, die ook aan de Van Goorstraat woonachtig was. In de brief schreef hij dat hij graag wilde dat de vinder hem een "aansichtkaart" zou sturen en dat hij "in 't voorste gedeelte van den heerlijken vruchtentuin" zat. De melkfles is ook uit Nijmegen afkomstig, van de inmiddels niet meer bestaande melkfabriek Erlecom, destijds gelegen aan de Barbarossastraat.[3]
- Bottendaal heeft een eigen bier: de Botterik. Dit bier wordt alleen geschonken in een aantal cafés in de wijk en wordt speciaal gebrouwen door Stadsbrouwerij De Hemel.
- Binnen de wijk Bottendaal ligt de architectenbuurt. De drie straten in deze buurt zijn vernoemd naar de Nijmeegse architecten Derk Semmelink, Jan Jacob Weve en Pieter van der Kemp. De buurt staat ook wel bekend als Semmelinkbuurt.
- Op 21 maart 2007 ging de site www.bottendaal.nl de lucht in. Hierop is informatie over de historie en de huidige situatie van de wijk te vinden. De site is een initiatief van het Bewonersoverleg Bottendaal (BOB)
- Architect Oscar Leeuw had zijn woonhuis en atelier aan de Graafseweg liggen.

## Afbeeldingen

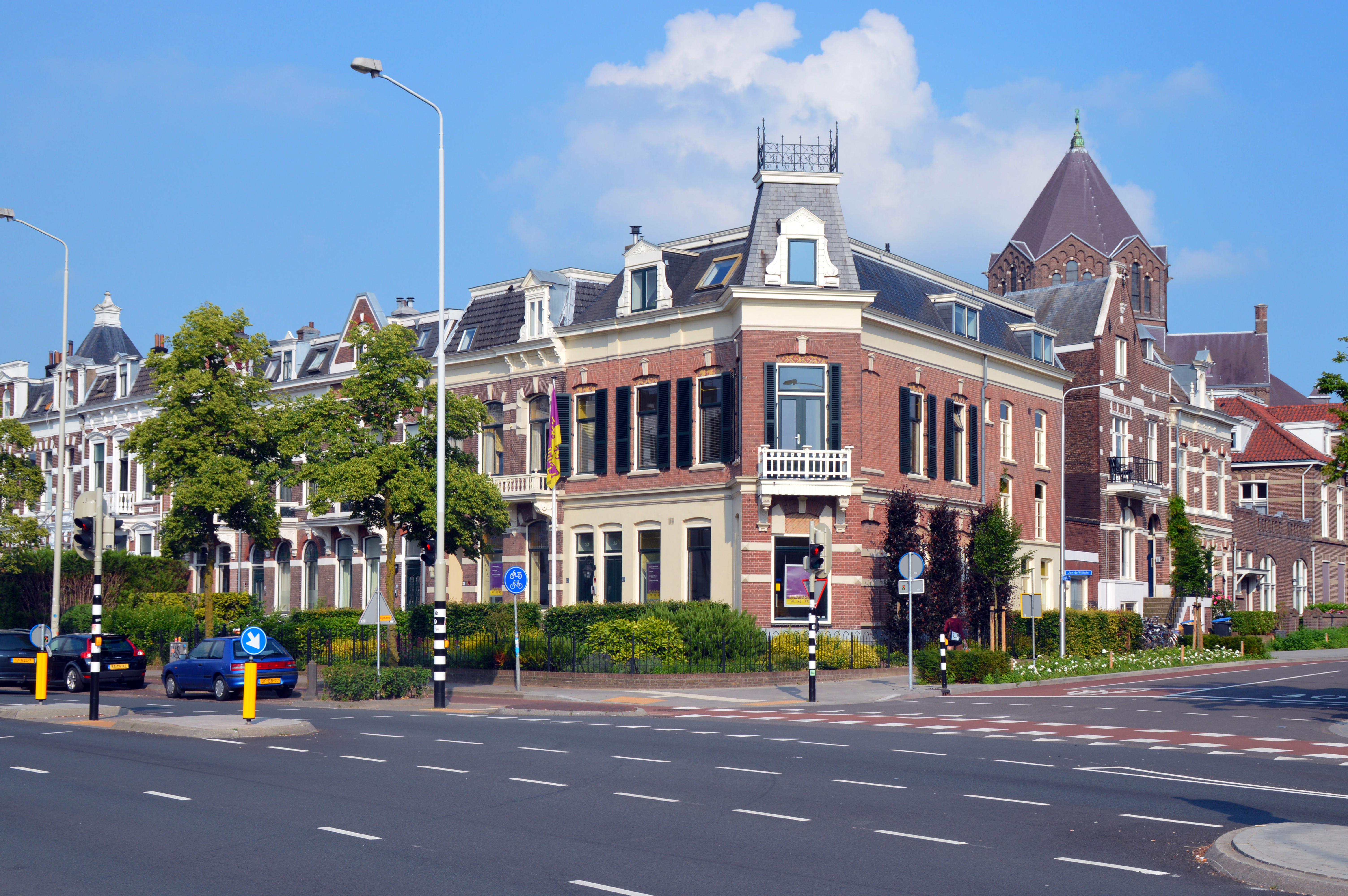
Graafseweg hoek Stijn Buysstraat
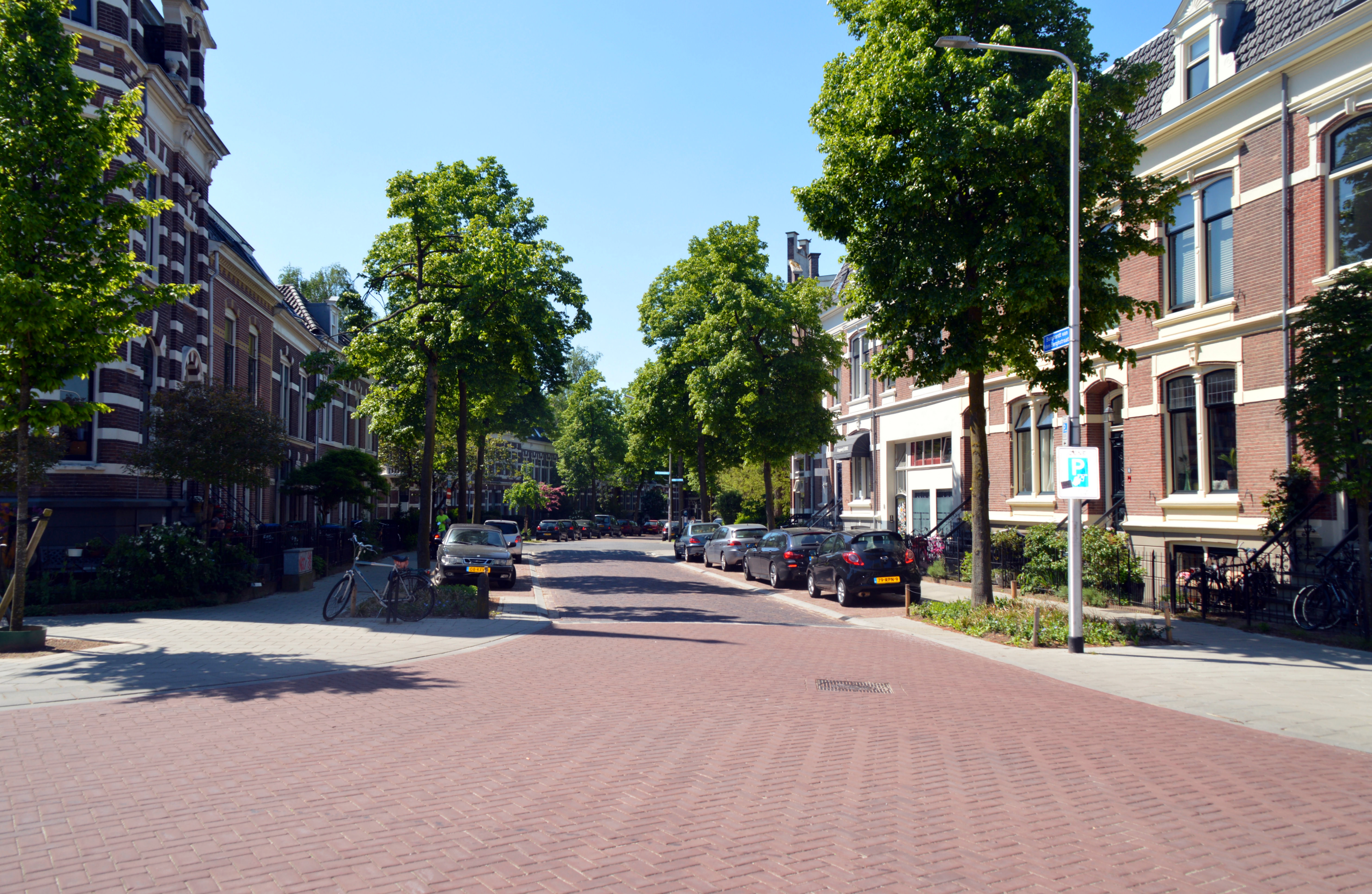
Burghardt van den Berghstraat hoek Stijn Buysstraat
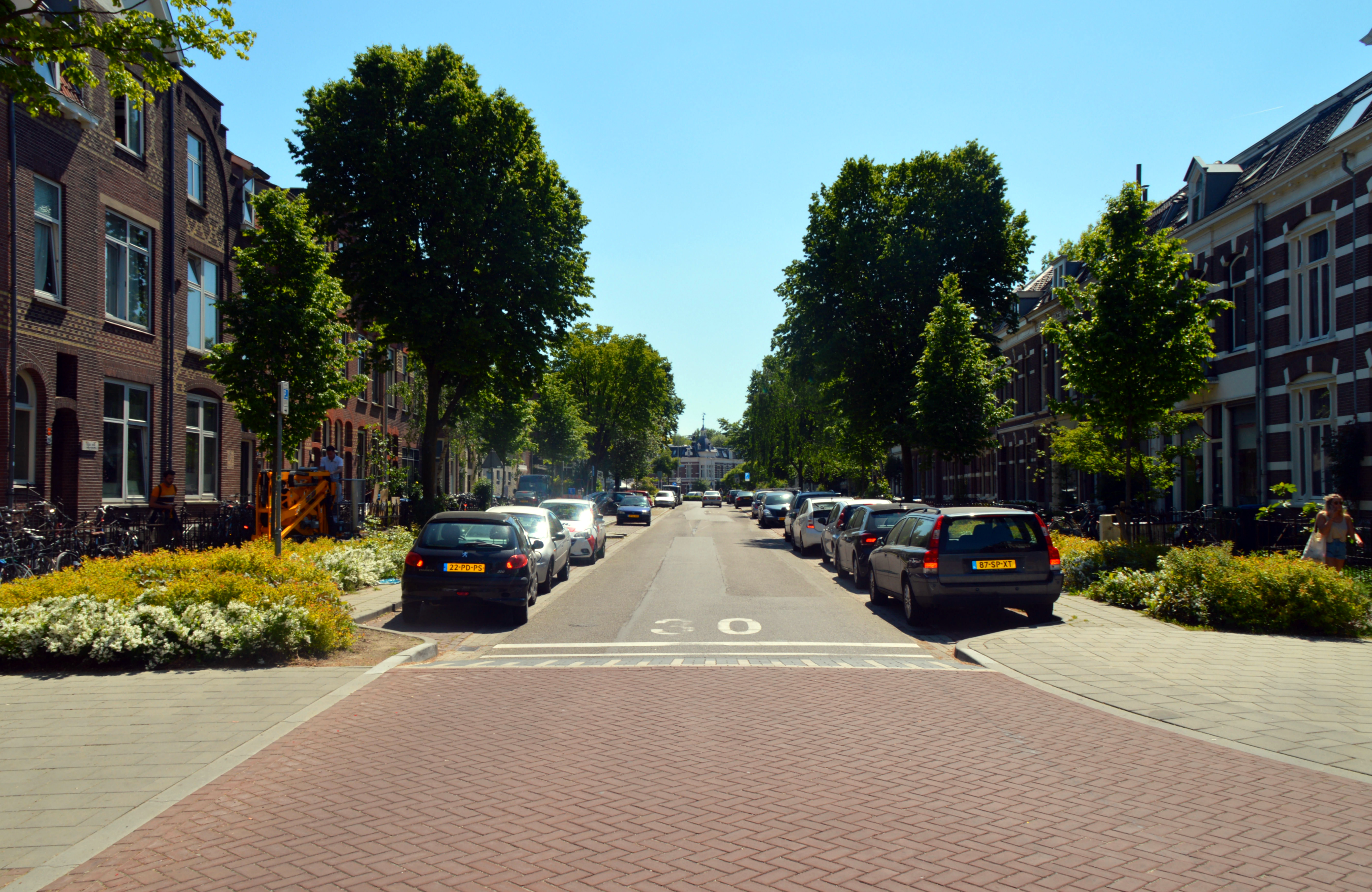
Stijn Buysstraat
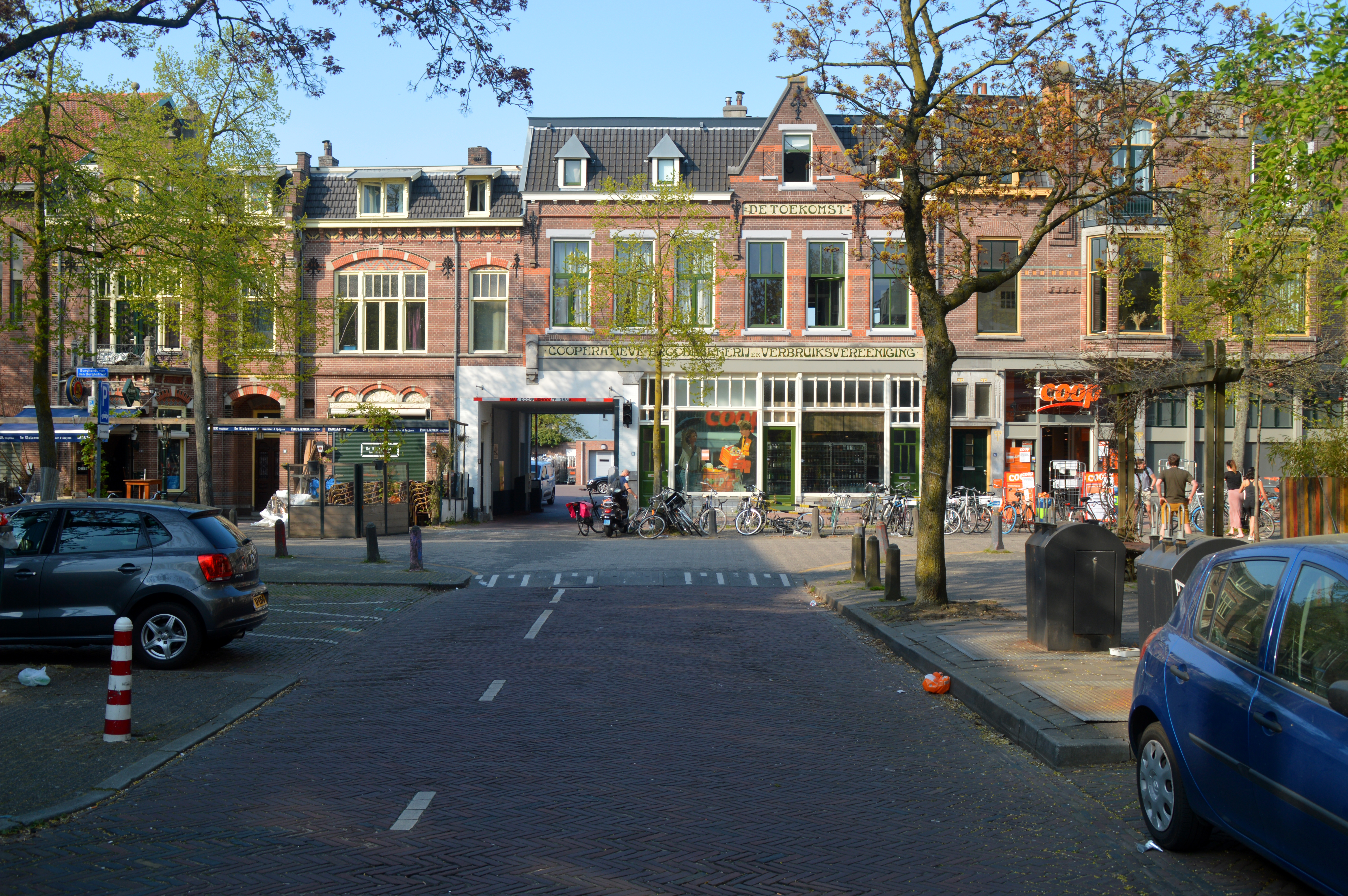
Burghardt van Den Berghstraat, gezien vanuit de Leemptstraat.
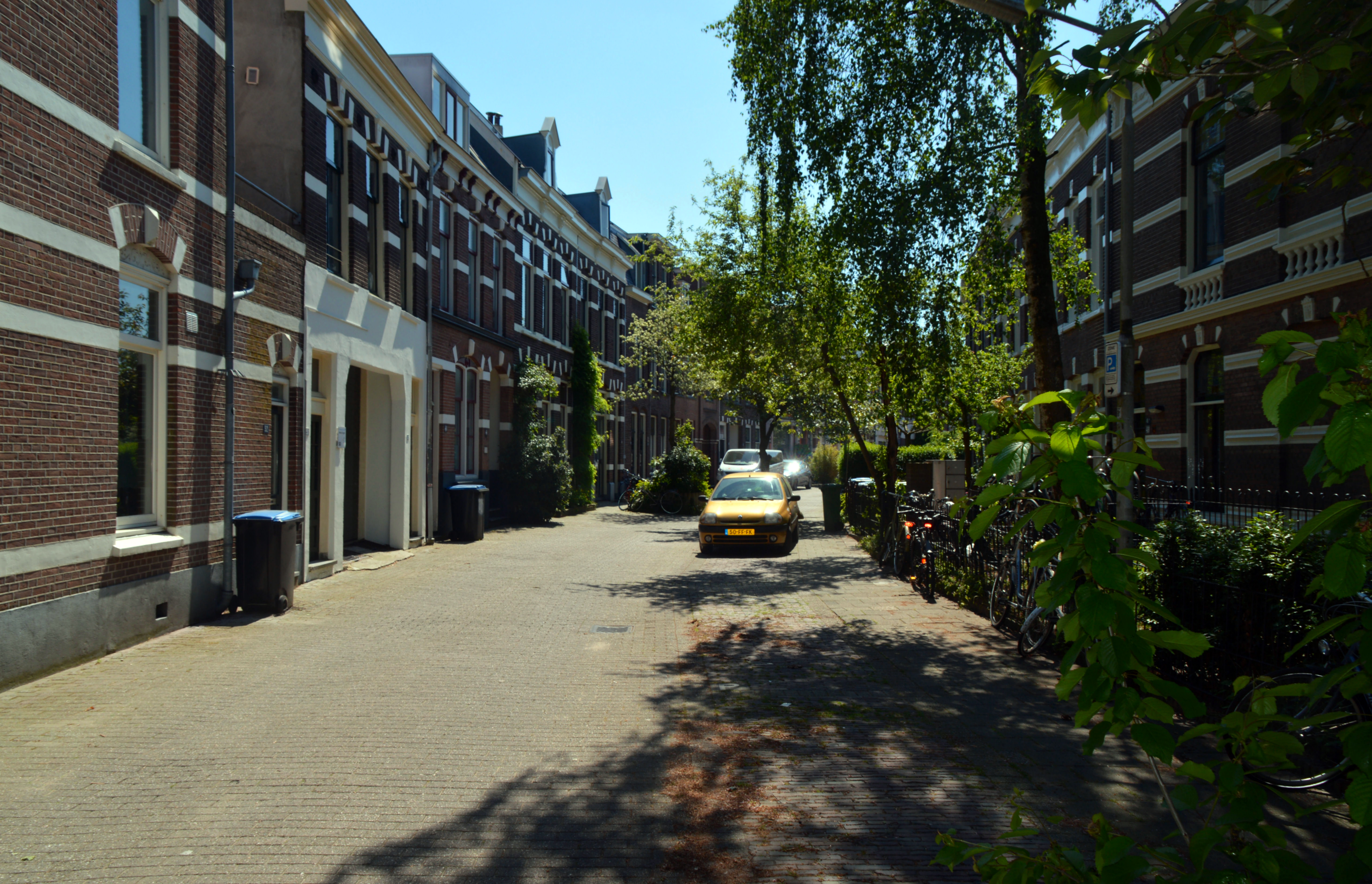
Van Dulckenstraat
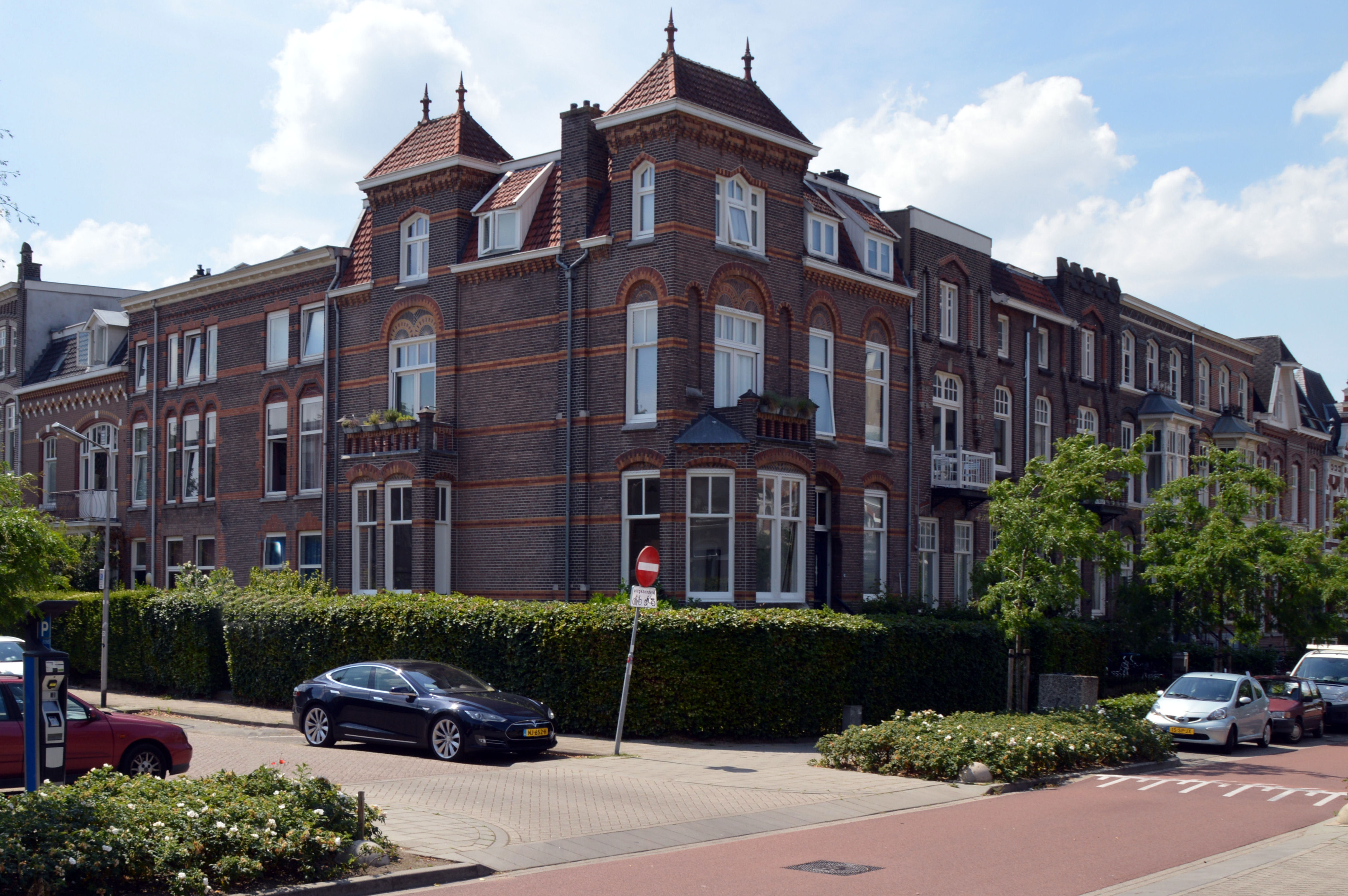
Hoekhuis Van Oldenbarneveltstraat Vondelstraat
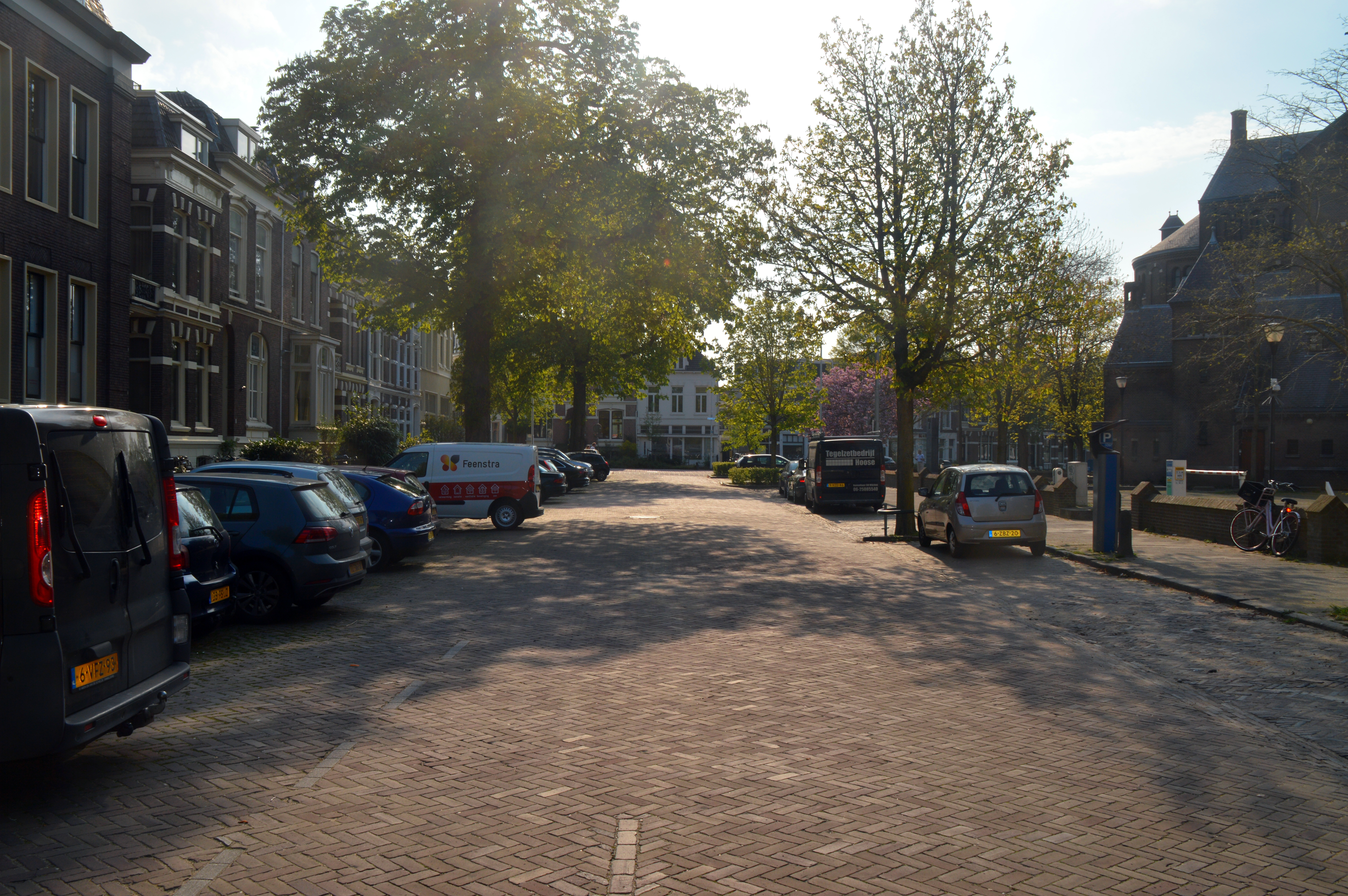
Van Trieststraat met zicht op de Steyn Buysstraat
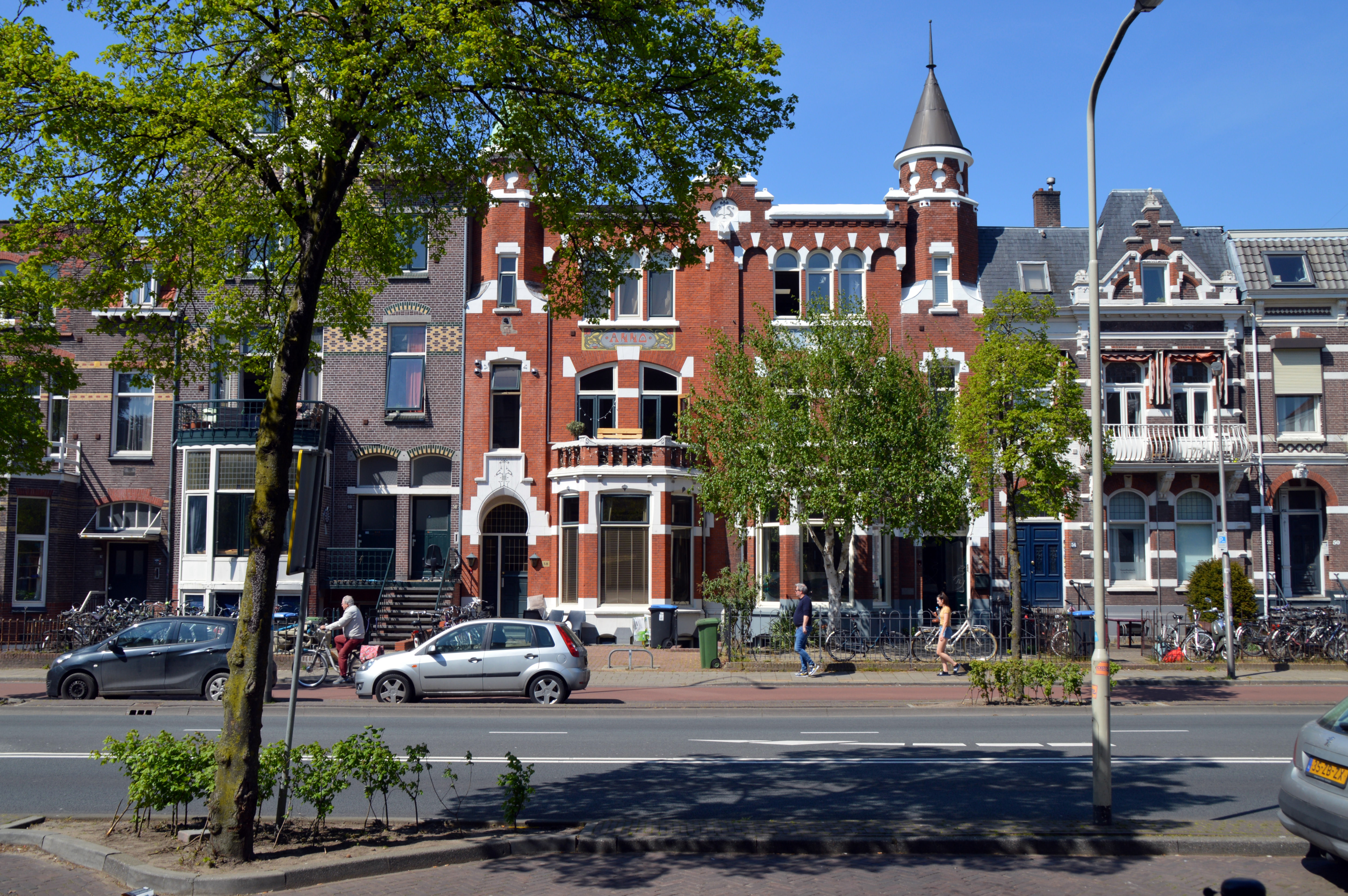
Graafseweg 58-60
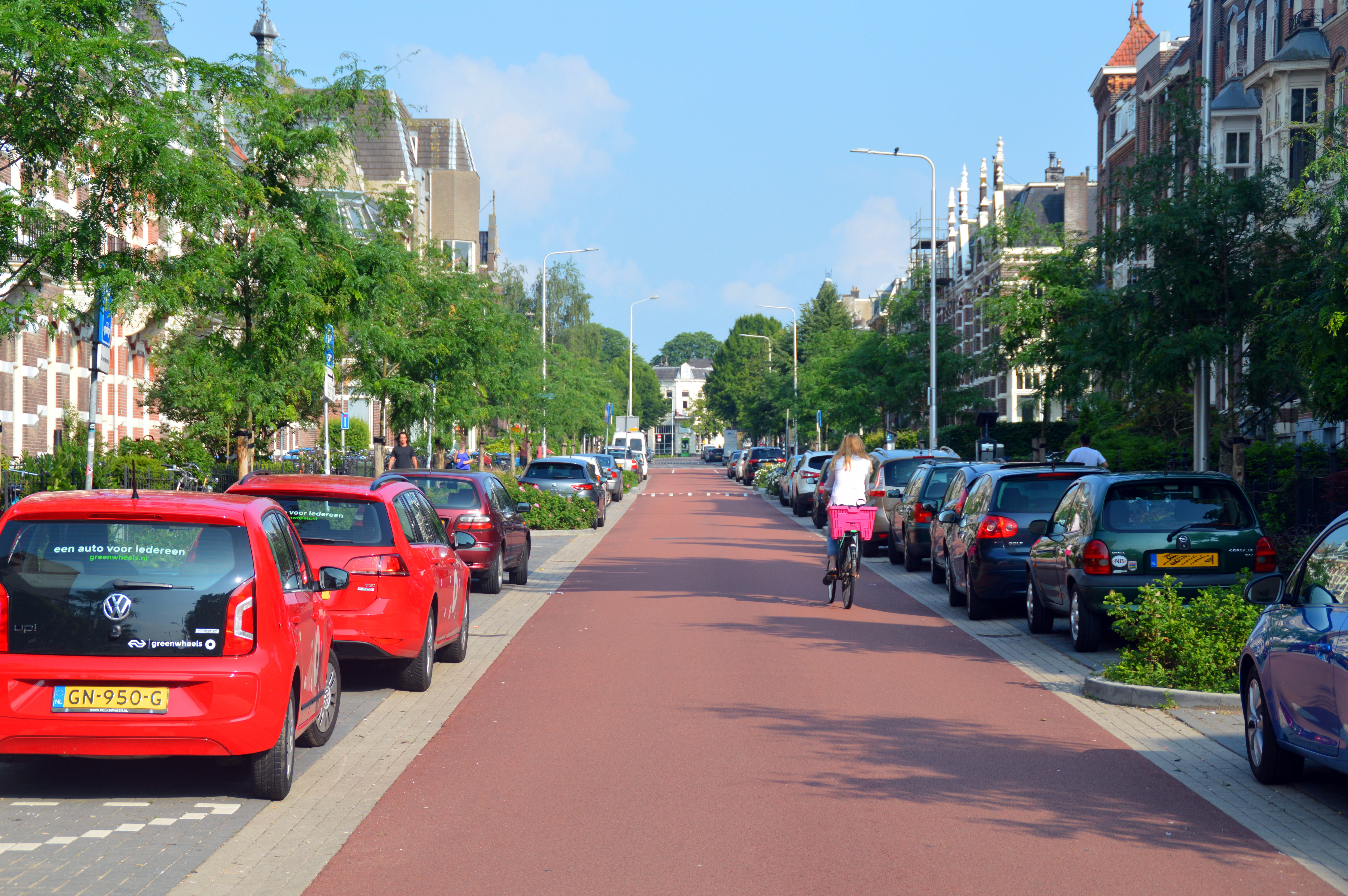
Van Oldenbarneveltstraat
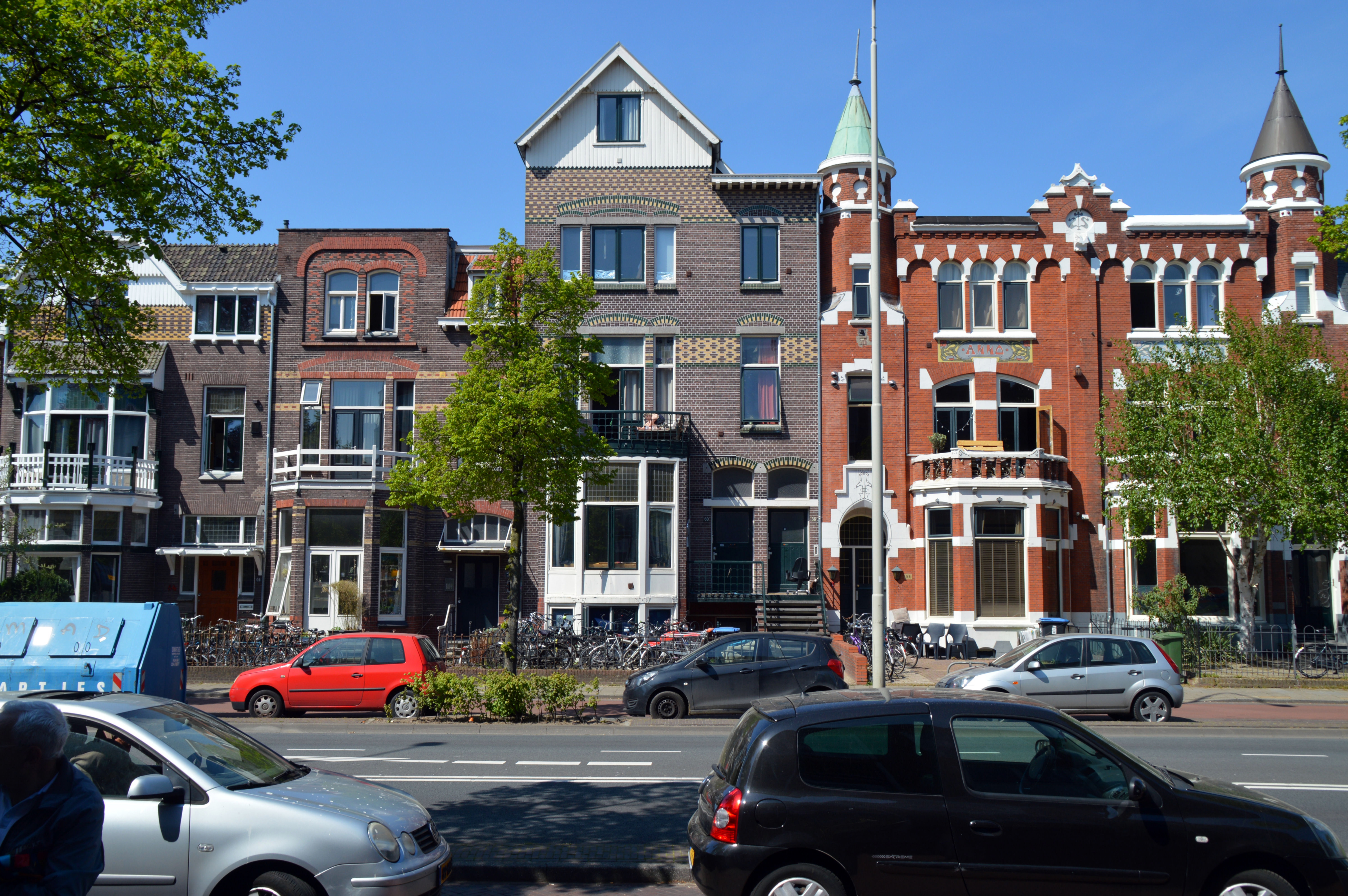
Graafseweg 58-60 voormalig woonhuis en atelier Oscar Leeuw
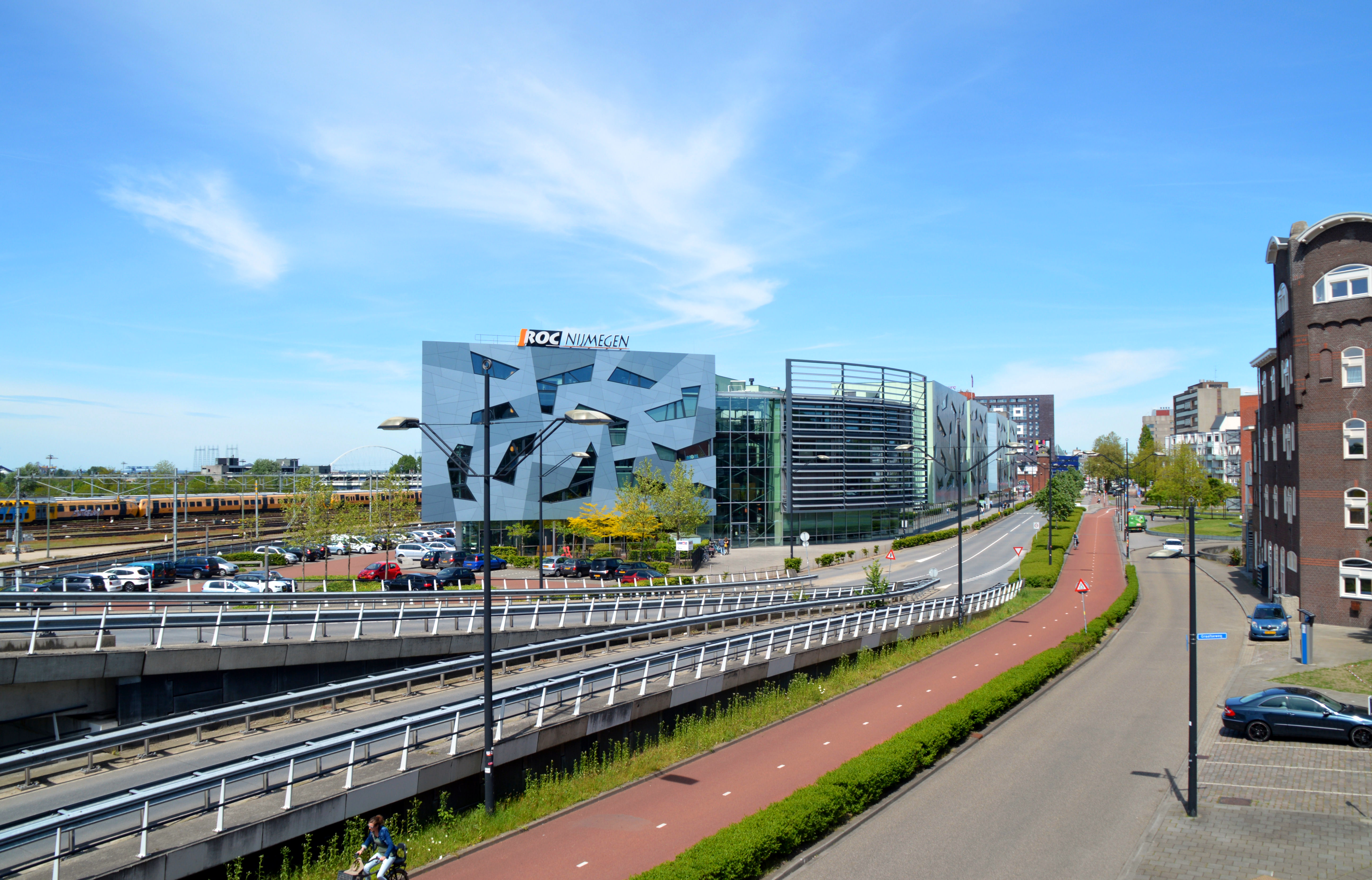
ROC Campusbaan
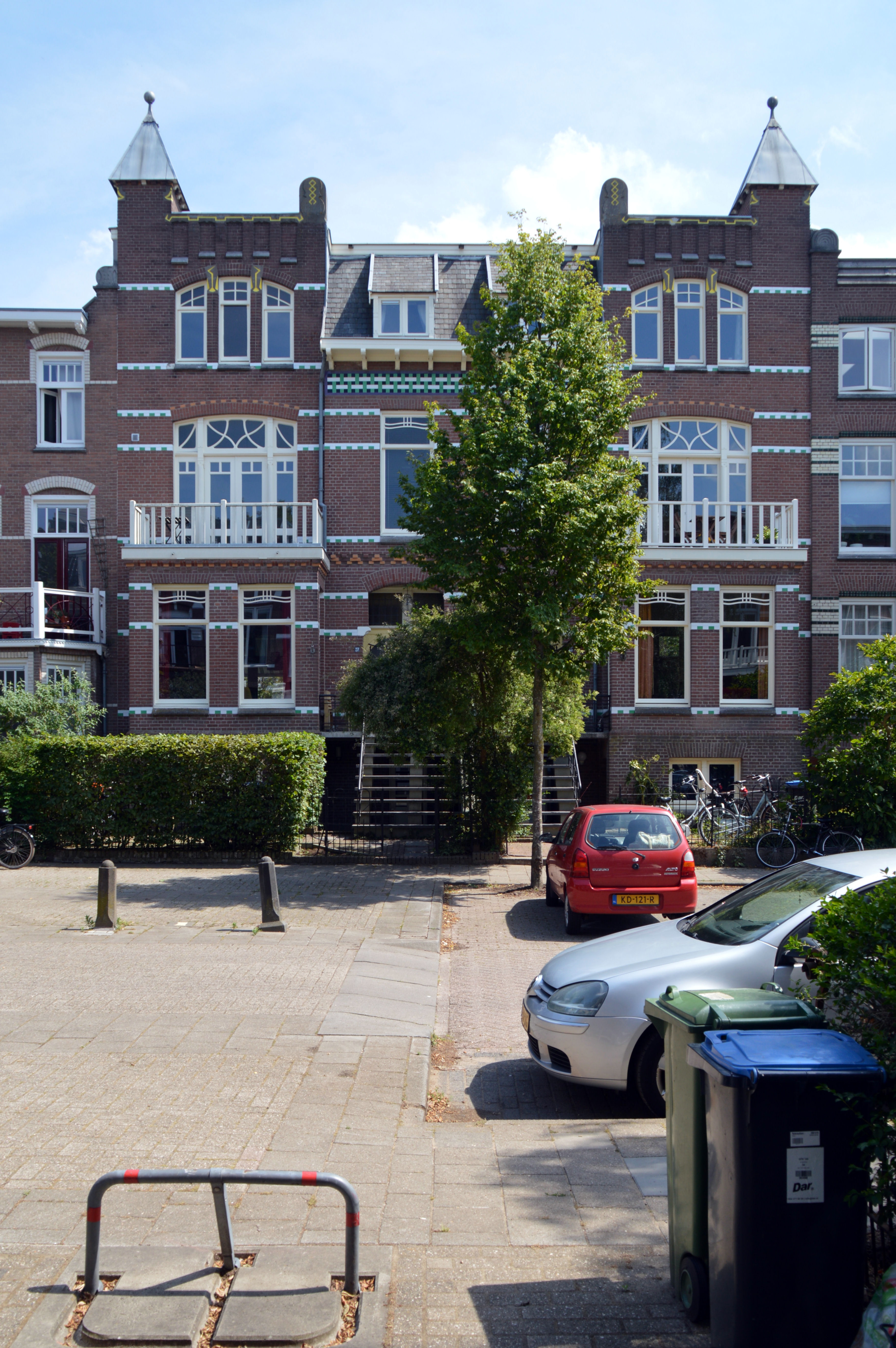
Vondelstraat 27 (1904)
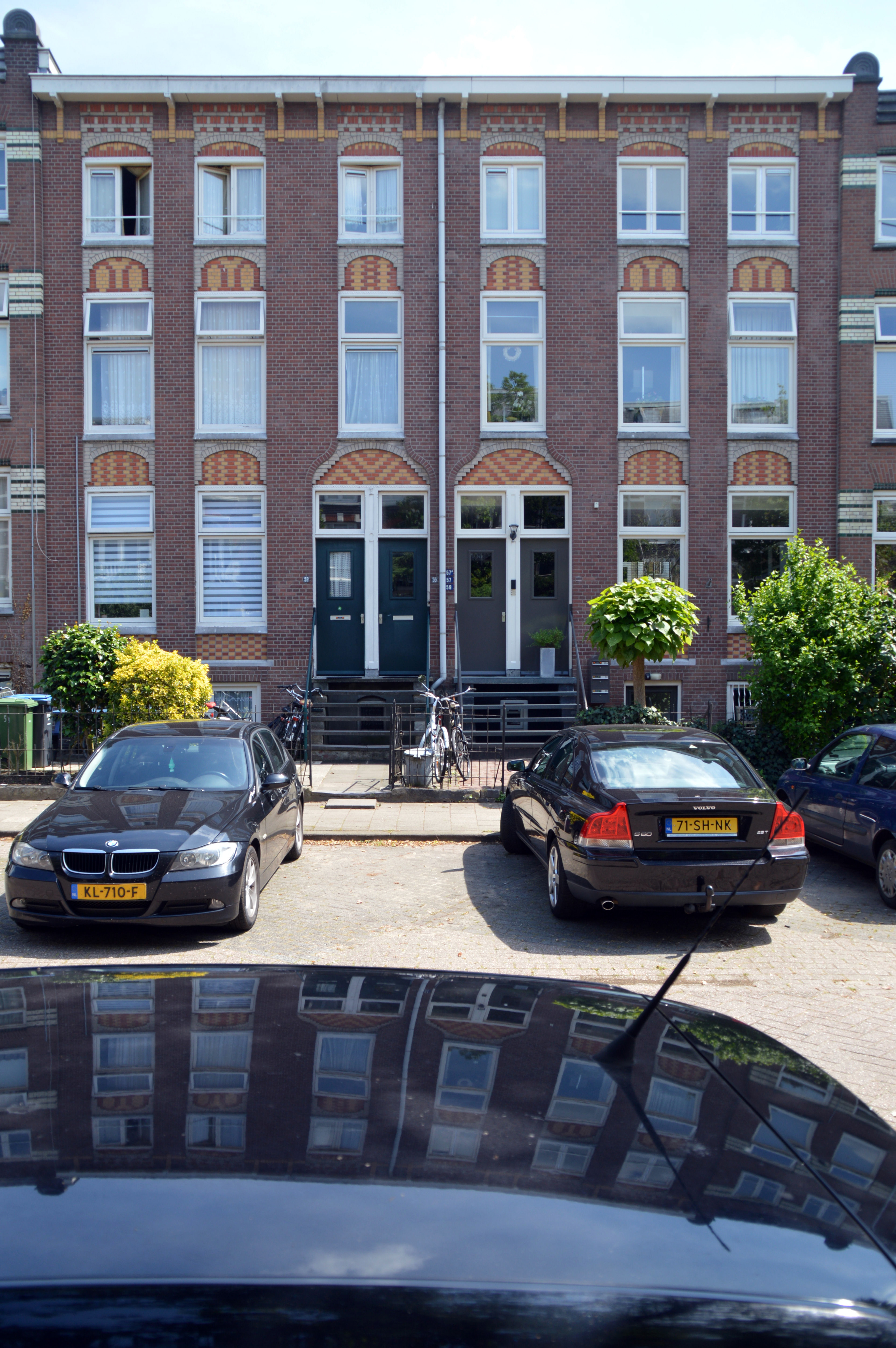
Vondelstraat 53-55-57-57a-59 (1904)
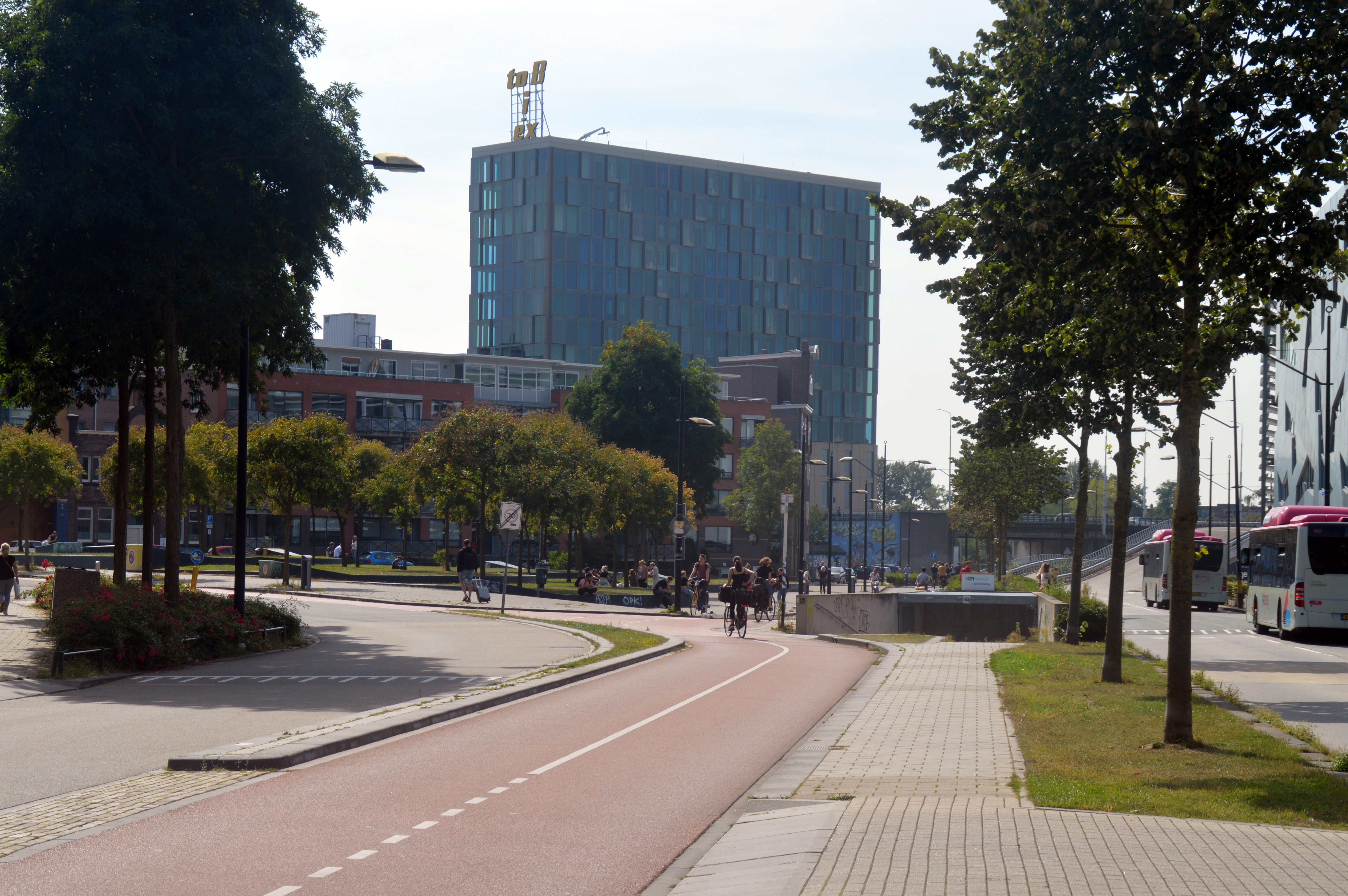
Castellatoren